# Institut national de cartographie et de télédétection
L'Institut national de cartographie et de télédétection (INCT) est l'organisme officiel de la cartographie en Algérie.
Il a le statut d'Établissement public à caractère industriel et commercial.
Créé en 1967 dans les années qui suivent l'indépendance de l'Algérie, son statut a changé en 1998.

## Missions principales
Les principales missions de l'institut sont :
- La réalisation et l’entretien sur le territoire national d’un canevas de base en géodésie, nivellement et gravimétrie ;
- La couverture du territoire en photographie aérienne ;
- L’établissement et la mise à jour de la carte topographique de base 1/50 000 et 1/200 000 et celles qui en sont dérivées ;
- Le recueillement et la conservation de la donnée satellitaire ;
- La réalisation des bases de données géographiques ;
- La réalisation des travaux de recherche dans les domaines de l’information géographique ;
- La conservation des archives.